# Tysklands inrikesministerium
Tysklands inrikesministerium (tyska: Bundesministerium des Innern und für Heimat, BMI) är det federala ministerium i Förbundsrepubliken Tyskland som bland annat ansvarar för författningsskydd, integration och säkerhetsuppgifter. Ministeriet, med omkring 2 100 anställda, leds av Tysklands inrikesminister.
Inrikesministern ingår i förbundsregeringen och tillsätts formellt av förbundspresidenten på förbundskanslerns begäran. 
Nuvarande inrikesminster är Nancy Faeser (SPD), som efterträdde Horst Seehofer (CSU) den 8 december 2021.

## Bakgrund
Inrikesministeriet har sitt säte på Moabiter Werder i Berlin. Till sitt förfogande har inrikesministern ytterligare kontorskomplex beläget i Bonn.
Efter andra världskrigets slut den 8 maj 1945 tog de fyra ockupationsmakterna till en början över uppgifterna för den tyska statsledningen. Successivt fick även de tyska myndigheterna egna befogenheter. Efter att Förbundsrepubliken Tysklands författning trädde i kraft den 24 maj 1949 bildades den första förbundsregeringen den 20 september 1949. En del av den första förbundsregeringen var det nuvarande inrikesministeriet. 1949 ansvarade det dåvarande inrikesministeriet för författningen, förvaltning, allmän säkerhet, kulturfrågor, välfärd, ungdomsvård, utbildning och sjukvård. I slutet av 1951 hade ministeriet 500 anställda.
Som ett resultat av Tysklands återförening övergick delar av ministeriet för inre tyska förbindelser (tyska: Bundesministeriums für innerdeutsche Beziehungen) till inrikesministeriet 1991. Ministeriets ansvarsområden har ändrats kontinuerligt. Flera andra ministerier har sedan dess bildats ur inrikesministeriet, till exempel miljö-, naturvård- och kärnkraftssäkerhetsministeriet och sjukvårdsministeriet. Sedan 12 juli 1999 är kontoret i Berlin huvudkontoret.

## Lista över inrikesministrar i Förbundsrepubliken
| Nr | Namn                               | Porträtt | Tillträdde        | Avgick            | Parti          | Regering                        |
| -- | ---------------------------------- | -------- | ----------------- | ----------------- | -------------- | ------------------------------- |
| 1  | Gustav Heinemann (1899–1976)       |          | 20 september 1949 | 11 oktober 1950   | CDU            | Adenauer I                      |
| 2  | Robert Lehr (1883–1956)            |          | 13 oktober 1950   | 20 oktober 1953   | CDU            | Adenauer I                      |
| 3  | Gerhard Schröder (1910–1989)       |          | 20 oktober 1953   | 14 november 1961  | CDU            | Adenauer II Adenauer III        |
| 4  | Hermann Höcherl (1912–1989)        |          | 14 november 1961  | 20 oktober 1956   | CSU            | Adenauer IV Adenauer V Erhard I |
| 5  | Paul Lücke (1914–1976)             |          | 20 oktober 1956   | 2 april 1968      | CDU            | Erhard II Kiesinger             |
| 6  | Ernst Benda (1925–2009)            |          | 2 april 1968      | 20 oktober 1969   | CDU            | Kiesinger                       |
| 7  | Hans-Dietrich Genscher (1927–2016) |          | 21 oktober 1969   | 15 maj 1974       | FDP            | Brandt I Brandt II              |
| 8  | Werner Maihofer (1918–2009)        |          | 16 maj 1974       | 8 juni 1978       | FDP            | Schmidt I Schmidt II            |
| 9  | Gerhart Baum (född 1932)           |          | 8 juni 1978       | 17 september 1982 | FDP            | Schmidt II Schmidt III          |
| 10 | Jürgen Schmude (född 1936)         |          | SPD               | 17 september 1982 | 4 oktober 1982 | Schmidt III                     |
| 11 | Friedrich Zimmermann (1925–2012)   |          | CSU               | 4 oktober 1982    | 21 april 1989  | Kohl I Kohl II Kohl III         |
| 12 | Wolfgang Schäuble (1942–2023)      |          | 21 april 1989     | 26 november 1991  | CDU            | Kohl III Kohl IV                |
| 13 | Rudolf Seiters (född 1937)         |          | 26 november 1991  | 7 juli 1993       | CDU            | Kohl IV                         |
| 14 | Manfred Kanther (född 1939)        |          | 7 juli 1993       | 27 oktober 1998   | CDU            | Kohl IV Kohl V                  |
| 15 | Otto Schily (född 1932)            |          | 27 oktober 1998   | 22 november 2005  | SPD            | Schröder I Schröder II          |
| 16 | Wolfgang Schäuble                  |          | 22 november 2005  | 28 oktober 2009   | CDU            | Merkel I                        |
| 17 | Thomas de Maizière (född 1954)     |          | 28 oktober 2009   | 3 mars 2011       | CDU            | Merkel II                       |
| 18 | Hans-Peter Friedrich (född 1957)   |          | 3 mars 2011       | 17 december 2013  | CSU            | Merkel II                       |
| 19 | Thomas de Maizière                 |          | 17 december 2013  | 14 mars 2018      | CDU            | Merkel III                      |
| 20 | Horst Seehofer (född 1949)         |          | 14 mars 2018      | 8 december 2021   | CSU            | Merkel IV                       |
| 21 | Nancy Faeser (född 1970)           |          | 8 december 2021   | sittande          | SPD            | Scholz                          |